# Internationale Universität Struga
Die Internationale Universität Struga (englisch International University of Struga; albanisch Universiteti Ndërkombëtar i Strugës; mazedonisch Меѓународен Универзитет во Струга, Meǵunaroden Univerzitet vo Struga; türkisch Uluslararası Üniversitesi Struga) ist eine Privatuniversität in der nordmazedonischen Stadt Struga. Sie wurde 2007 als Euro College gegründet und benannte sich ein Jahr später um. Rektor ist Aleksandër Biberaj.
Die Universität gehört dem Unternehmen Euro College, dessen Eigentümer Genc Merko ist, der Sohn des aktuellen (2024) Bürgermeisters von Struga, Ramiz Merko.

## Gliederung
Die Internationale Universität Struga unterteilt sich in die vier Fakultäten für Politikwissenschaft, Wirtschaftswissenschaft, Rechtswissenschaft und Informationstechnik. Sie beherbergt zudem das Institut für Wirtschaftsentwicklung und Umweltverwaltung sowie das Institut für Europäismus und internationale Politik. Es werden in allen Bereichen sowohl Bachelor- als auch Master-Studiengänge angeboten.